# 卯月麻衣
卯月麻衣（日语：うづき まい，1986年11月10日—），日本的水著女優、AV女優。出身於日本京都府。

## 略歴
- 2008年，水著女優出道。
- 2009年6月，在Alice Japan、MAXING、S1、MAX-A數家公司出道於AV女優。[1]

## 出演

### AV作品
- 新人×アリスJAPAN 卯月麻衣（2009年6月12日、Alice Japan）
- Super★Star 卯月麻衣（2009年6月12日、MAX-A）
- 新人×ギリモザ 新人ギリモザ 卯月麻衣（2009年6月19日、S1）

### 無碼AV作品
- Sasuke Premium Vol.10: 卯月麻衣（2010年12月30日、SASUKE）
- Sky Angel Blue Vol.52 卯月麻衣 (2011年1月14日、Sky High Ent.) Blu-ray

## 外部連結
- 卯月麻衣官方網誌 （页面存档备份，存于）
- Alice Japan 女優詳細 卯月麻衣 （页面存档备份，存于）